# Yao Jingyuan
Yao Jingyuan (in cinese: 姚景远S; Panjin, 14 giugno 1958) è un ex sollevatore cinese che ha gareggiato nella categoria dei pesi leggeri (fino a 67,5 kg).

## Carriera
Yao Jingyuan ha fatto il suo esordio in una grande competizione internazionale nel 1979, ai Campionati mondiali di Salonicco, classificandosi al 7º posto.
Dopo aver vinto la medaglia d'oro ai Giochi Asiatici del 1982 disputatisi a Nuova Delhi, Yao Jingyuan si è presentato alle Olimpiadi di Los Angeles 1984, competizione valida anche come Campionato mondiale, e, anche grazie all'assenza di molti atleti dell'Est europeo a causa del boicottaggio dei loro Paesi di quell'edizione dei Giochi olimpici, è riuscito a vincere la medaglia d'oro con 320 kg. nel totale, battendo il rumeno Andrei Socaci (312,5 kg.) ed il finlandese Jouni Grönman (stesso risultato di Socaci, ma di peso corporeo leggermente superiore al rumeno, pertanto classificato al 3º posto).
L'anno successivo, tuttavia, ai Campionati mondiali di Södertälje, si è confermato come uno dei migliori sollevatori al mondo nella sua categoria, conquistando la medaglia di bronzo con 315 kg. nel totale.
Nel 1986 ha vinto nuovamente la medaglia d'oro ai Giochi Asiatici di Seul.